# Solid Rock
Solid Rock je još jedan kompilacijski album The Rolling Stonesa koji je izdala izdavačka kuća Decca. Album je izašao 1980. godine, na njemu se nalazi kombinacija velikih hitova grupe i njihovih manje poznatih pjesama.  

## Popis pjesama
1. "Carol"
2. "Route 66"
3. "Fortune Teller"
4. "I Wanna Be Your Man"
5. "Poison Ivy"
6. "Not Fade Away"
7. "(I Can't Get No) Satisfaction"
8. "Get off of My Cloud"
9. "Jumpin' Jack Flash"
10. "Connection"
11. "All Sold Out"
12. "Citadel"
13. "Parachute Woman"
14. "Live with Me"
15. "Honky Tonk Women"